# Bukowiec (Iwkowa)
Bukowiec (494 m), nazywany też Górą św. Urbana – w całości zalesiona góra, położona na Pogórzu Wiśnickim, będąca częścią tzw. Pasma Szpilówki. Wznosi się nad miejscowościami Iwkowa i Tymowa. Na południowych stokach znajduje się źródło św. Urbana, spływający z niego potok uchodzi do Beli. Przy źródle tym znajduje się Pustelnia św. Urbana oraz ujęcie wody dla Iwkowej. Ze stoków północnych kilkoma strugami spływa potok Tymówka. Na grzbiecie Bukowca w 1960 r. utworzono ścisły rezerwat przyrody Bukowiec chroniący ciekawy florystycznie zespół buczyny karpackiej z domieszką lasów olchowo-dębowych. Rośnie tu między innymi kwitnący i owocujący bluszcz pospolity, co jest zjawiskiem rzadkim.

## Szlaki turystyczne
– z Rajbrotu przez Dominiczną Górę, Piekarską Górę, Szpilówkę, Bukowiec i Machulec do Czchowa i dalej do Gromnika.
 – ścieżka edukacyjna od nowego kościoła w Iwkowej obok Pustelni św. Urbana na Bukowiec

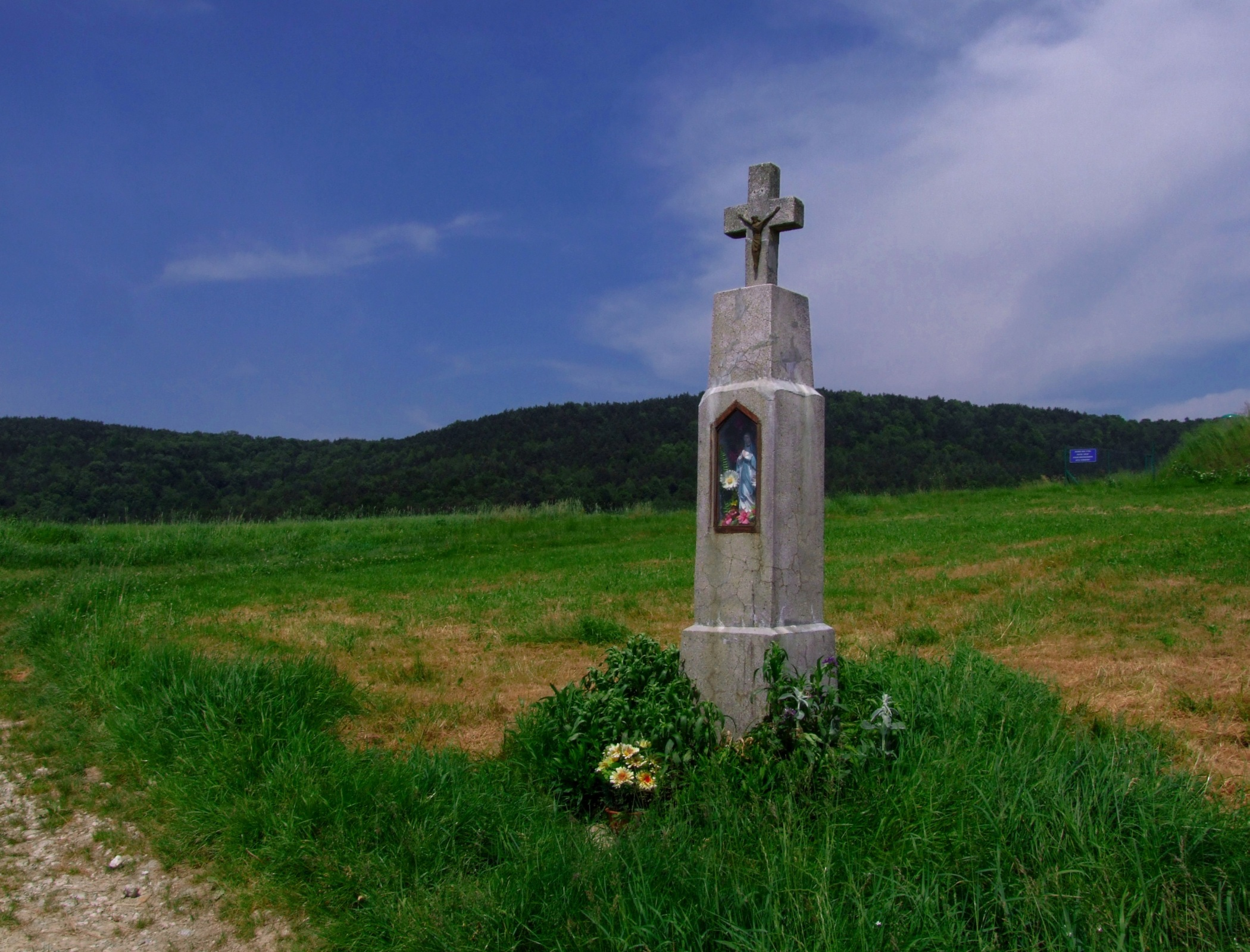
Widok na Bukowiec z Iwkowej
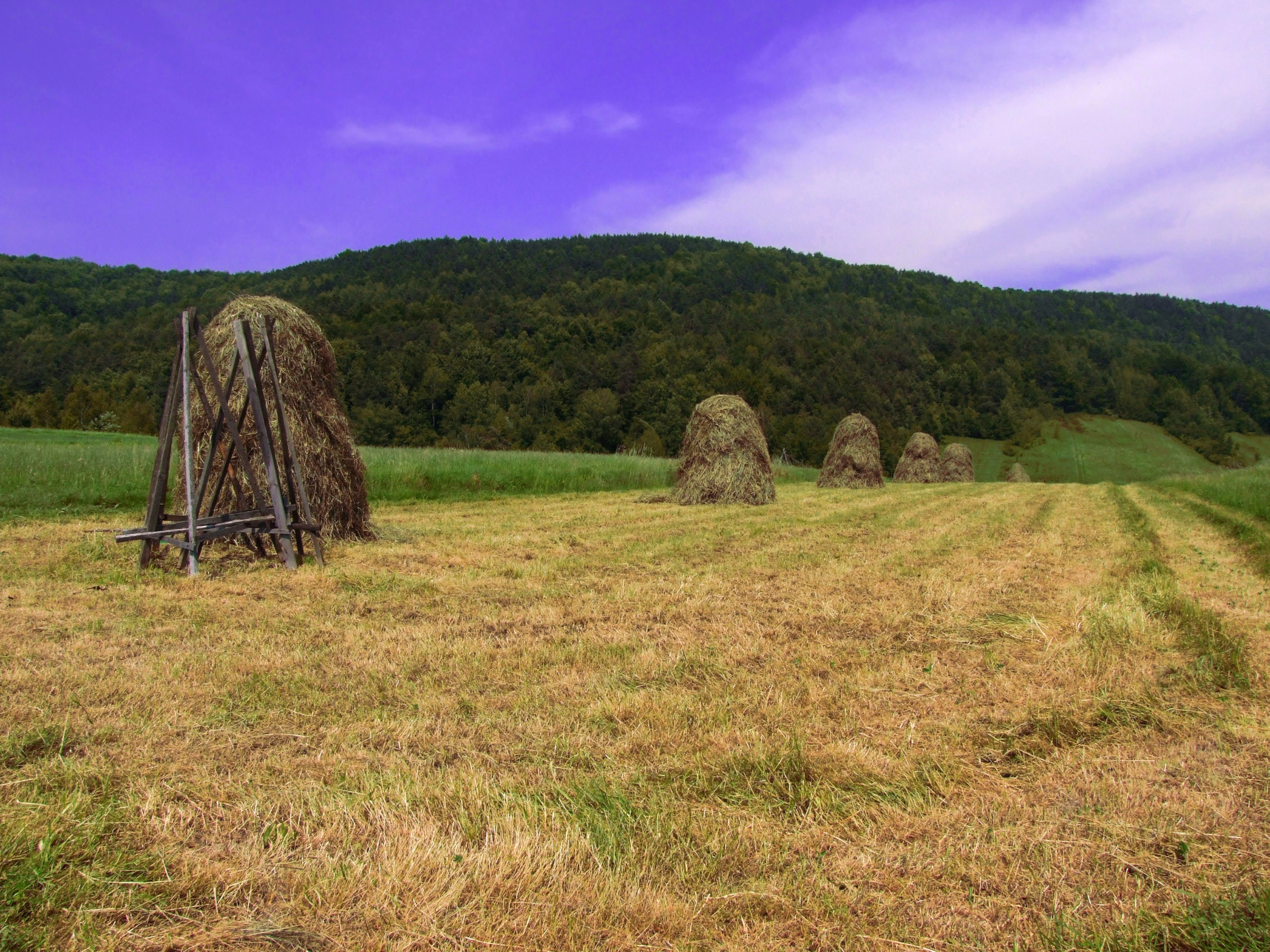
Widok na Bukowiec z Iwkowej
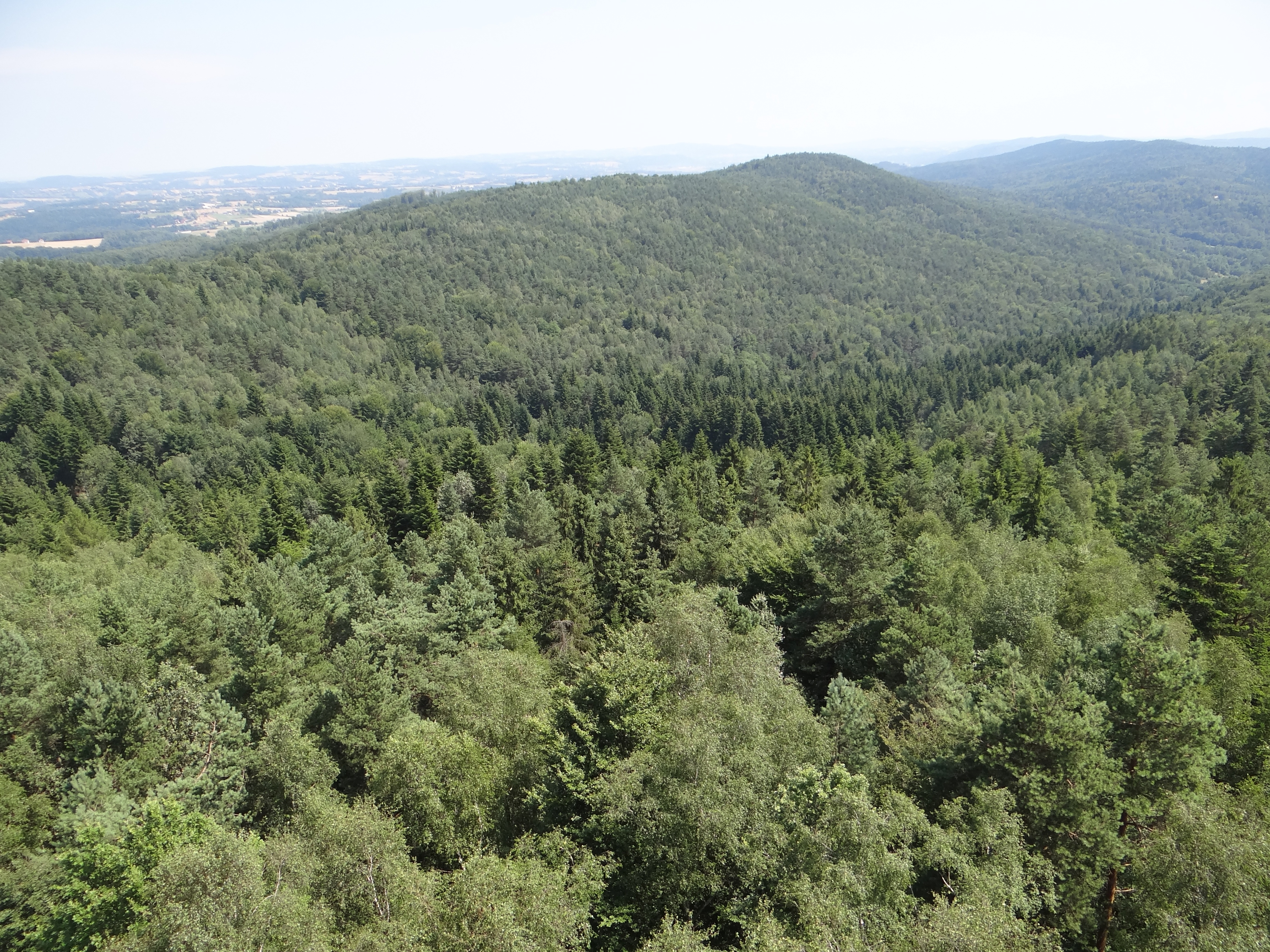
Widok na Bukowiec z wieży widokowej na Szpilówce